# Mario Party 9
Mario Party 9 là một trò chơi video bên do NDcube phát triển và được Nintendo phát hành cho Wii. Phần chính thứ chín trong series Mario Party, nó được công bố tại E3 2011 và được phát hành ở Châu Âu, Bắc Mỹ và Úc vào tháng 3 năm 2012, tiếp theo là Nhật Bản một tháng sau đó. Đây là trò chơi đầu tiên trong series được phát triển bởi NDcube, người đã tiếp quản sự phát triển của bộ truyện từ Hudson Soft, được Konami tiếp thu vào tháng 3 năm 2012.
Mario Party 9 là trò chơi cuối cùng trong loạt game được phát hành cho Wii và tiếp theo là Mario Party: Island Tour cho Nintendo 3DS năm 2013 và Mario Party 10 cho Wii U vào năm 2015.